# IC 3806
IC 3806 је спирална галаксија у сазвјежђу Береникина коса која се налази на листи објеката дубоког неба у Индекс каталогу.
Деклинација објекта је + 14° 54' 26" а ректасцензија 12h 48m 55,4s. Привидна величина (магнитуда) објекта IC 3806 износи 13,8 а фотографска магнитуда 14,7. IC 3806 је још познат и под ознакама UGC 7974, MCG 3-33-6, CGCG 100-8, PGC 43303.